# Camisano Vicentino
Camisano Vicentino är en ort och kommun i provinsen Vicenza i regionen Veneto i Italien. Kommunen hade 11 171 invånare (2018).